# ウクライナ紛争
ウクライナ紛争とは、ウクライナにおける紛争のことで、特にユーロ・マイダン革命以降の親露派騒乱やロシアの軍事介入を指すことが多い。

## ウクライナ紛争の一覧
- ソビエト・ウクライナ戦争(1917-1921)
- トゥーズラの紛争(2003)
- オレンジ革命(2004)
- ロシア・ウクライナガス紛争(2006、2008-2009、2014)
- ユーロ・マイダン革命(2014)
- ウクライナ紛争 (2014年-)
  - 2014年クリミア危機
    - ロシアのクリミア侵攻
    - ロシアのクリミア併合

  - 2014年ウクライナでの親ロシア派騒乱
    - ドンバス戦争

  - ロシア・ウクライナ危機 (2021年-2022年)
    - 2022年ロシアのウクライナ侵攻